# Claude Backvis
Claude Backvis (ur. 24 kwietnia 1910 w Schaerbeek, zm. 16 maja 1998 w Brukseli) – belgijski profesor slawistyki piszący w języku francuskim, historyk literatury polskiej.

## Życiorys
Ukończył studia z zakresu filologii klasycznej na Université Libre de Bruxelles (1931). Pod wpływem wykładów Wacława Lednickiego zainteresował się literaturą polską. W latach 1933–1939 był asystentem W. Lednickiego przy katedrze slawistyki na Uniwersytecie brukselskim. W 1939 objął katedrę slawistyki w Uniwersytecie w Brukseli.
Od 1946 był dyrektorem Instytutu Filologii Słowiańskiej Université Libre de Bruxelles. Należał do Académie royale des sciences, des lettres et des beaux-arts de Belgique, Polskiej Akademii Nauk od 1966 i Polskiej Akademii Umiejętności od 1991. W 1973 otrzymał tytuł doktora honoris causa Uniwersytetu Jagiellońskiego.

## Wybrane publikacje w języku polskim
- Nad antologią dramatu staropolskiego, "Pamiętnik Teatralny" (1960), z. 3-4 (35-36), s. 525-559.
- Szkice o kulturze staropolskiej, wybór tekstów i oprac. Andrzej Biernacki, przeł. Maria Daszkiewicz, Warszawa: Państwowy Instytut Wydawniczy 1975.
- Renesans i barok w Polsce. Studia o kulturze, wybór i oprac. Hanna Dziechcińska, Ewa Jolanta Głębicka, Warszawa: Wydawnictwo Naukowe PWN 1993.
- Właśnie jak Neta, śmiertelna bogini [w:] Necessitas et ars. Studia staropolskie dedykowane prof. Januszowi Pelcowi, pod red. Barbary Otwinowskiej, Warszawa: Semper 1993.
- Panorama poezji polskiej okresu baroku, t.1. red. nauk. Alina Nowicka-Jeżowa, Roman Krzywy, przeł. Wanda Błońska-Wolfarth, Alicja i Krzysztof Choińscy, Grażyna Majcher, Warszawa: Wydawnictwo Optima JG 2003.
- Panorama poezji polskiej okresu baroku, t.2, red. nauk. Alina Nowicka-Jeżowa, Roman Krzywy, przeł. Grażyna Majcher, posł. Alina Nowicka-Jeżowa, Roman Krzywy, Warszawa: Wydawnictwo Optima JG 2003.